# Agonoteta
L'agonoteta (in greco antico: ἀγωνοθέτης?, agonothétes) nell'antica Grecia era colui che, nei giochi, dirimeva le dispute e aggiudicava i premi ai vincitori. Gli agonoteti erano chiamati anche esimneti (in greco antico: αἰσυμνῆται?), agonarchi (in greco antico: ἀγωνάρχαι?), agonodichi (in greco antico: ἀγωνοδίκαι?), atloteti (in greco antico: ἀθλοθέται?), pabduchi (in greco antico: παβδοῦχοι?), rabdonomi (in greco antico: ῥαβδονόμοι?: i rabdonomi portavano un bastone come emblema della loro autorità), brabei (in greco antico: βραβεῖς?) e brabeuti (in greco antico: βραβευταί?).
Originariamente la persona che istituiva la competizione e offriva il premio era l'agonoteta; questa pratica restò viva nei giochi istituiti dai re o da privati. Nei grandi giochi pubblici (come quelli istmici e pitici), invece, gli agonoteti erano i rappresentanti dei diversi Stati, come gli anfizioni, o delle persone scelte tra gli abitanti dello Stato in cui erano celebrati i giochi. All'epoca in cui le poleis furono più floride, gli Elei erano gli agonoteti nei giochi olimpici, i Corinzi nei giochi istmici, gli anfizioni nei giochi pitici, e i Corinzi, gli Argivi e gli abitanti di Cleone nei giochi nemei.